# Burg Erpfingen
Die Burg Erpfingen ist eine abgegangene Burg im Dorf Erpfingen, einem Gemeindeteil der Gemeinde Sonnenbühl im Landkreis Reutlingen in Baden-Württemberg.
Die nicht genau lokalisierbare Burg war im Besitz der Schenken von Erpfingen, wurde 1347 von Burkhard Schenk von Erpfingen für 400 Pfund Heller an den Grafen Heinrich und Eberhard von Werdenberg verkauft und kam 1450 an die Grafen von Württemberg. Nach 1450 wurde die Burg als Pfarrhaus genutzt. 1864 wurde das Pfarrhaus abgebrochen, der Turm gesprengt und der Fels der Ortsburg weggesprengt.